# Luc Besson
Luc Paul Maurice Besson, född den 18 mars 1959 i Paris, är en fransk filmregissör, producent och manusförfattare.

## Biografi

### Barndomsår
Luc Besson föddes i Paris av föräldrar som båda var dykinstruktörer. Detta hade ett djupgående inflytande på hans barndom och fick Besson att planera för att bli marinbiolog. Han tillbringade mycket av sin barndom på resande fot med sina föräldrar till turistorter i Italien, Jugoslavien och Grekland. Familjen återvände till Frankrike när Besson var tio år gammal. Hans föräldrar skilde sig omgående och gifte om sig med nya partners. I en intervju med International Herald Tribune sade han:
"Här är två familjer, och jag är den enda dåliga souveniren från något som inte fungerade". "Och om jag försvinner skulle allt vara perfekt. Min desperation för att existera kommer härifrån. Jag måste göra något! Annars kommer jag att dö."
Vid 17 års ålder råkade han ut för en dykolycka, som under en tid gjorde honom oförmögen att dyka. Sedan dess har han dock återhämtat sig helt.
I en intervju år 2000 med The Guardian berättade Besson följande:
"Jag var 17 och jag undrade vad jag skulle göra. ... Så jag tog ett papper och till vänster skrev jag allt jag kunde göra eller hade anlag för, och allt jag inte kunde. Den första spalten var kortare, och jag kunde se att jag älskade att skriva, jag älskade bilder, jag tar en massa bilder. Så jag tänkte att filmer kanske skulle vara bra. Men jag trodde att för att verkligen få veta, borde jag gå till en inspelningsplats. Och en vän till mig kände en kille vars bror var tredje assistent på en kortfilm. Det är sant."

"Så jag sa: 'OK, låt oss gå på inspelningen.' Så jag gick på den [...] Dagen efter gick jag tillbaka till min mamma och berättade att jag skulle göra filmer och hoppa av skolan och 'hej då'. Och jag gjorde det! Mycket snart efter gjorde jag en kortfilm och den var mycket, mycket dålig. Jag ville bevisa att jag kunde göra något, så jag gjorde en kortfilm. Det var faktiskt min viktigaste angelägenhet, att kunna visa att jag kunde göra en åtminstone."
Av ren leda började han skriva berättelser, bland annat bakgrunden till vad som senare skulle bli en av hans mest populära filmer, Det femte elementet. Besson skulle komma att regissera och skriva manus till denna science fiction-thriller tillsammans med manusförfattaren Robert Mark Kamen. Filmen inspirerades av de franska serietidningar Besson läste som tonåring. Han sägs också arbetat med de första utkasten till Det stora blå, medan han fortfarande var i tonåren.

### Karriär
Fyllda 18 år återvände Besson till födelsestaden Paris. Där började han med att försöka bli involverad i film, och hoppade på diverse jobb för att få en känsla för filmindustrin.

### Privatliv
Sedan den 28 augusti 2004 är Besson gift med Virginie Silla, en filmproducent. År 1997-1999 var han gift med skådespelerskan Milla Jovovich. Innan dess var han gift med skådespelaren Maïwenn Le Besco 1992–1997. Deras dotter, Shanna Besson, föddes 1993 när Le Besco endast var 16 år gammal. Dessförinnan hade han varit gift med den franska skådespelerskan Anne Parillaud, med vilken han har ett barn. Dessa tre skådespelerskor har också spelat viktiga roller i hans filmer.
Besson har fyra döttrar, Juliette, Shanna, Talia och Satine, samt en son, Mao.	

## Filmografi (i urval)
- 1983 – Den sista striden (regi, manus och producent)
- 1985 – Subway (regi, manus och producent)
- 1988 – Det stora blå (regi, manus)
- 1990 – Nikita (regi, manus)
- 1991 – Atlantis (regi, filmfotograf och klippning)
- 1991 – Cold Moon (producent)
- 1994 – Léon (regi, manus och producent)
- 1997 – Nil by Mouth (producent)
- 1997 – Det femte elementet (regi, manus)
- 1998 – Taxi (producent, manus)
- 1999 – Jeanne d'Arc (regi, manus)
- 2000 – Taxi 2 (producent, manus)
- 2001 – Wasabi (producent, manus)
- 2001 – Kiss of the Dragon (producent, manus)
- 2001 – Yamakasi (producent, manus) bygger på sporten Le Parkour
- 2002 – Asterix & Obelix: Uppdrag Kleopatra (kameraman)
- 2002 – The Transporter (producent, manus)
- 2003 – Fanfan la Tulipe (producent, manus)
- 2003 – Michel Vaillant (producent, manus)
- 2003 – Taxi 3 (producent, manus)
- 2004 – Banlieue 13 (producent, manus) bygger på sporten Le Parkour
- 2004 – Taxi (producent, manus)
- 2004 – De blodröda floderna II (+ manus)
- 2005 – Angel-A (regi, producent, manus)
- 2005 – Color Me Kubrick (producent)
- 2005 – Imposture (producent)
- 2005 – Revolver (producent)
- 2005 – The Three Burials of Melquiades Estrada (producent)
- 2005 – Transporter 2 (producent, manus)
- 2005 – Danny the Dog (producent, manus)
- 2006 – Arthur och minimojerna (regi, producent, manus)
- 2006 – Bandidas (producent, manus)
- 2006 – Love and Other Disasters (producent)
- 2006 – Quand j'étais chanteur (producent)
- 2006 – Tell No One (producent)
- 2007 – The Secret (producent)
- 2007 – Taxi 4 (producent, manus)
- 2007 – Hitman (producent)
- 2007 – Arthur och Minimojerna (regi, producent, manus)
- 2007 – Frontier(s) (producent)
- 2008 – Taken (producent, manus)
- 2008 – Transporter 3 (producent, manus)
- 2009 – Staten Island (producent)
- 2009 – District 13 Ultimatum (manus, producent)
- 2009 – Arthur och Maltazard (regi, manus, producent)
- 2010 – From Paris with Love (manus)
- 2010 – The Extraordinary Adventures of Adèle Blanc-Sec (regi, manus)
- 2011 – Colombiana (manus, producent)
- 2012 – Lockout (manus, producent)
- 2012 – The Lady (regi, producent)
- 2012 – Taken 2 (manus, produktion)
- 2013 – Farväl till maffian (regi, manus, producent)
- 2014 – 3 Days to Kill (manus, producent)
- 2014 – Lucy (regi, manus, producent)
- 2015 – Taken 3 (manus, produktion)
- 2015 – The Transporter Legacy (producent)
- 2017 – Valerian and the City of the Thousand Planets (regi)
- 2019 – Anna (regi, manus, producent)